# 肯湖
51°28′57″N 11°44′8″E / 51.48250°N 11.73556°E

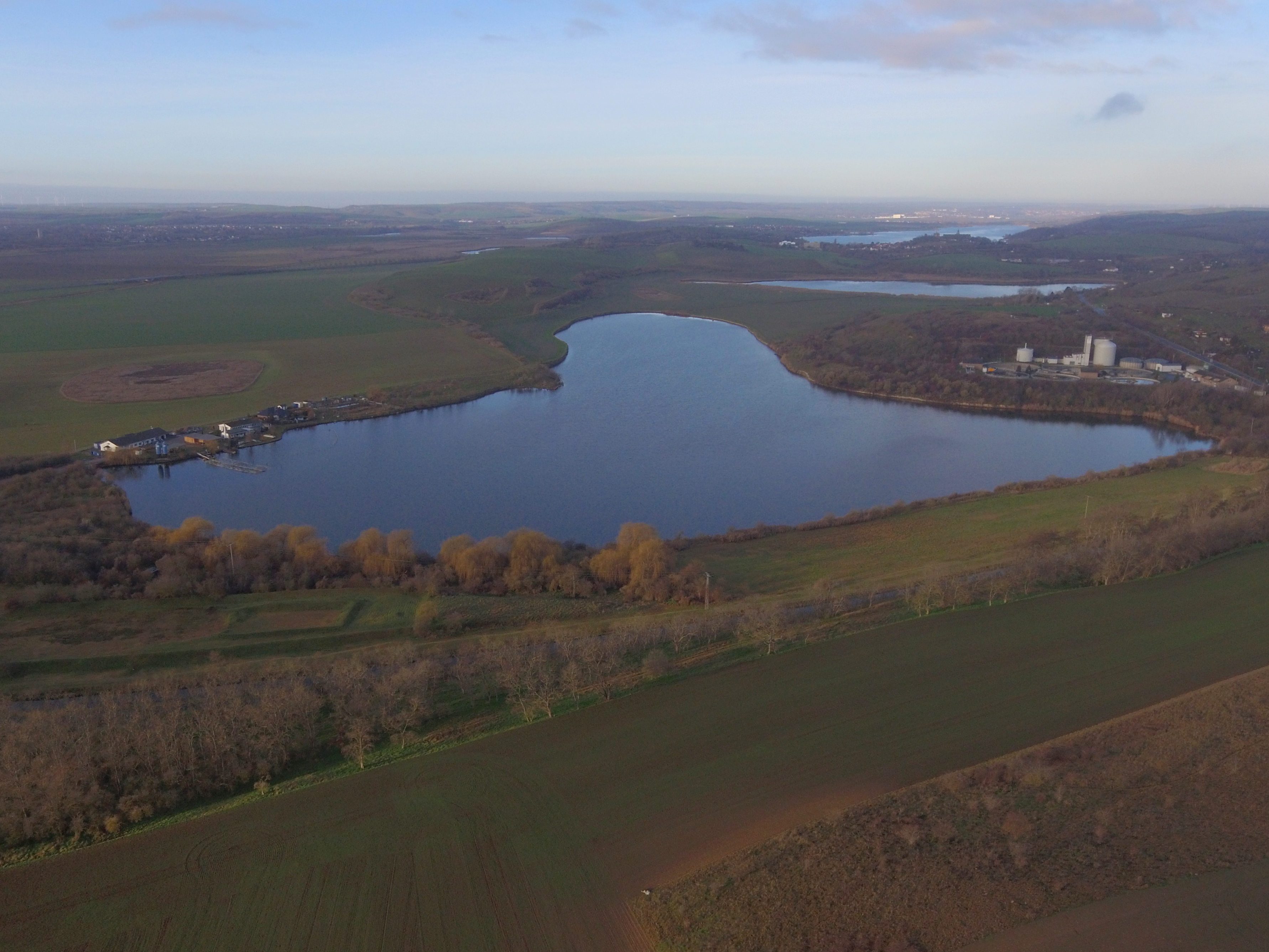

肯湖（德語：Kernersee），是德國的湖泊，位於該國東北部，由薩克森-安哈爾特州負責管轄，處於曼斯費爾德-南哈茨縣，長0.95公里、寬0.51公里，面積0.24平方公里，海拔高度81米，最大水深7米，湖岸線長度2.6公里。